# Сі Кау (острів)
Сі Кау — острів, який знаходиться в Індійському океані, належить Великій Британії.

## Історія
Він був названий на честь дюгонів, які колись були поширені в цій місцевості, хоча з тих пір вони стали регіонально вимерлими. Це менший з двох островів групи Орлиних островів на західній стороні атолу і є частиною суворого природного заповідника архіпелагу Чагос. Організація BirdLife International визначила його як важливу орнітологічну територію через його значення як місця гніздування бурих крячок, яких під час дослідження 2004 року було зареєстровано 11 500 пар.
Весь берег цього острова і деякі внутрішні райони можна оглянути через Google Street View.